# ГЕС Ванапум
ГЕС Ванапум — гідроелектростанція у штаті Вашингтон (Сполучені Штати Америки). Знаходячись між ГЕС Рок-Айленд (вище за течією) та ГЕС Priest Rapids, входить до складу каскаду на річці Колумбія, що починається у Канаді та має устя на узбережжі Тихого океану на межі штатів Вашингтон та Орегон.
У межах проекту річку перекрили комбінованою греблею довжиною 2632 метри з центральною бетонною ділянкою (включає водоскиди та машинний зал) і бічними земляними секціями. Вона утворила витягнуте по долині Колумбії на 61 км водосховище з площею поверхні 59,4 км2 та об'ємом 983 млн м3, в якому припустиме коливання рівня між позначками 170,7 та 173,7 метра НРМ.
Первісно станцію обладнали десятьма турбінами типу Каплан потужністю по 81 МВт, які з 2004 року почали замінювати на нові з показником 103,8 МВт (завершення проекту заплановане на 2020 рік). Турбіни працюють при напорі у 24 метри.
Видача продукції відбувається по ЛЕП, розрахованій на роботу під напругою 230 кВ.